# Altenbrak
Altenbrak è una frazione della città tedesca di Thale, nel Land della Sassonia-Anhalt.

## Storia
In passato era un comune autonomo.

## Geografia antropica
Il territorio della frazione di Altenbrak comprende le località di Almsfeld e Wendefurth.